# 池州经济技术开发区石台工业园区
池州经济技术开发区石台工业园区是中华人民共和国安徽省池州市石台县下辖的一个类似乡级单位。实际上位于安徽省东至县境内。

## 行政区划
下辖以下地区：
大渡口飞地虚拟社区。